# Chuveiro de partículas
Na física de partículas, um chuveiro é uma cascata de partículas secundárias produzidas como resultado da interação de uma partícula de alta energia com matéria densa. A partícula que chega interage, produzindo múltiplas novas partículas com menos energia; cada uma delas interage, então, da mesma maneira, num processo que continua até que muitos milhares, milhões ou mesmo bilhões de partículas de baixa energia sejam produzidas. Estas são então paradas na matéria e absorvidas.

## Tipos

O início de um chuveiro eletromagnético

Existem dois tipos básicos de chuveiros. Os chuveiros eletromagnéticos são produzidos por uma partícula que interage principalmente ou exclusivamente através da força eletromagnética, geralmente um fóton ou elétron . Os chuveiros hadrônicos são produzidos por hádrons (ou seja, núcleons e outras partículas feitas de quarks) e ocorrem principalmente através da força nuclear forte .

### Chuveiros eletromagnéticos
Um chuveiro eletromagnético começa quando um elétron, pósitron ou fóton de alta energia entra em um material. Em altas energias (acima de alguns MeV), nas quais o efeito fotoelétrico e o espalhamento Compton não são relevantes, os fótons interagem com a matéria principalmente por meio da produção de pares — ou seja, eles se convertem em um par elétron- pósitron, interagindo com um núcleo atômico ou elétron para conservar o momento . Elétrons e pósitrons de alta energia emitem principalmente fótons, um processo denominado bremsstrahlung . Esses dois processos (produção de pares e bremsstrahlung) continuam, levando a uma cascata de partículas de energia decrescente até que os fótons caiam abaixo do limite de produção de pares, e as perdas de energia de outros elétrons além do bremsstrahlung começam a dominar. A quantidade característica de matéria atravessada para essas interações relacionadas é chamada de comprimento de radiação {\displaystyle X_{0}} . {\displaystyle X_{0}} é tanto a distância média ao longo da qual um elétron de alta energia perde tudo, exceto 1/e de sua energia por bremsstrahlung, como o 7/9 do caminho livre médio para a produção de pares por um fóton de alta energia. O comprimento das escalas em cascata com {\displaystyle X_{0}} ; a "profundidade do chuveiro" é aproximadamente determinada pela relação
{\displaystyle X=X_{0}{\frac {\ln(E_{0}/E_{\mathrm {c} })}{\ln 2}},}
onde {\displaystyle X_{0}} é o comprimento de radiação da matéria, e {\displaystyle E_{\mathrm {c} }} é a energia crítica (a energia crítica pode ser definida como a energia na qual as taxas de Bremsstrahlung e de ionização são iguais. Uma estimativa aproximada é {\displaystyle E_{\mathrm {c} }=800\,\mathrm {MeV} /(Z+1.2)}). A profundidade do chuveiro aumenta logaritmicamente com a energia, enquanto a propagação lateral do chuveiro se deve principalmente ao espalhamento múltiplo dos elétrons. Até o máximo do chuveiro, o chuveiro está contido em um cilindro com raio <1 comprimento de radiação. Além desse ponto, os elétrons são cada vez mais afetados pelo espalhamento múltiplo, e o tamanho lateral aumenta com o raio de Molière {\displaystyle R_{\mathrm {M} }}. A propagação dos fótons na chuva causa desvios na escala do raio de Molière. No entanto, cerca de 95% do chuveiro está contido lateralmente em um cilindro com raio {\displaystyle 2R_{\mathrm {M} }} .
O perfil longitudinal médio da deposição de energia em cascatas eletromagnéticas é razoavelmente bem descrito por uma distribuição gama:
{\displaystyle {\frac {dE}{dt}}=E_{0}b{\frac {(bt)^{a-1}e^{-bt}}{\Gamma (a)}}}
onde {\displaystyle t=X/X_{0}}, {\displaystyle E_{0}} é a energia inicial e {\displaystyle a} e {\displaystyle b} são parâmetros a serem ajustados com Monte Carlo ou dados experimentais.

### Chuveiros hadrônicos
Os processos físicos que causam a propagação de um chuveiro de hádrons são consideravelmente diferentes dos processos em chuveiros eletromagnéticos. Cerca de metade da energia hadrônica incidente é repassada para secundários adicionais. O restante é consumido na produção multipartícula de píons lentos e em outros processos. Os fenômenos que determinam o desenvolvimento dos chuveiros hadrônicos são: produção de hádrons, desexcitação nuclear e decaimentos de píons e múons. Os píons neutros equivalem, em média, a 1/3 dos píons produzidos e sua energia é dissipada na forma de chuveiros eletromagnéticos. Outra característica importante da chuveiro hadrônico é que ele demora mais para se desenvolver do que a eletromagnético. Isso pode ser visto comparando o número de partículas presentes com a profundidade das chuveiros iniciados por píons e elétrons. O desenvolvimento longitudinal das escalas de chuveiros hadrônicos com o comprimento da interação nuclear :
{\displaystyle \lambda ={\frac {A}{N_{A}\sigma _{\mathrm {abs} }}}}
O desenvolvimento lateral do chuveiro não escala com λ.

## Análise teórica
Um modelo simples para a teoria da cascata de chuveiros eletrônicos pode ser formulado como um conjunto de equações diferenciais integro-parciais. Sejam Π (E,x) dE e Γ(E,x) dE o número de partículas e fótons com energia entre E e E+dE respectivamente (aqui x é a distância ao longo do material). Da mesma forma, seja γ(E,E')dE' a probabilidade por unidade de comprimento de caminho de um fóton de energia E produzir um elétron com energia entre E' e E'+dE'. Finalmente, seja π(E,E')dE' a probabilidade por unidade de comprimento de caminho de um elétron de energia E emitir um fóton com energia entre E' e E'+dE'. O conjunto de equações integro-diferenciais que governam Π e Γ são dados por
{\displaystyle {\begin{aligned}{\frac {d\Pi (E,x)}{dx}}&=2\int _{E}^{\infty }\Gamma (u,x)\gamma (u,E)du+\int _{E}^{\infty }\Pi (u,x)\pi (u,u-E)du-\int _{0}^{E}\Pi (E,x)\pi (E,E-u)du\\{\frac {d\Gamma (E,x)}{dx}}&=\int _{E}^{\infty }\Pi (u,x)\pi (u,E)du-\int _{0}^{E}\Gamma (E,x)\gamma (E,u)du.\end{aligned}}}
γ e π são encontrados em para energias baixas e em para energias mais altas.

## Exemplos
Os raios cósmicos atingem a atmosfera da Terra regularmente e produzem chuveiros à medida que avançam pela atmosfera. Foi a partir desses chuveiros atmosféricos que os primeiros múons e píons foram detectados experimentalmente, e eles são usados hoje por uma série de experimentos como meio de observação de raios cósmicos de energia ultra-elevada. Alguns experimentos, como o Fly's Eye, observaram a fluorescência atmosférica visível produzida no pico de intensidade do chuveiro; outros, como o experimento Haverah Park, detectaram restos de um chuveiro amostrando a energia depositada em uma grande área do solo.
Nos detectores de partículas construídos em aceleradores de partículas de alta energia, um dispositivo chamado calorímetro registra a energia das partículas fazendo com que elas produzam um chuveiro e depois medindo a energia depositada como resultado. Muitos grandes detectores modernos possuem um calorímetro eletromagnético e um calorímetro hadrônico, cada um projetado especialmente para produzir aquele tipo específico de chuveiro e medir a energia do tipo de partícula associada.